# フランシスコ・エヴァニウソン・ジ・リマ・バルボーザ
エヴァニウソン（Evanilson）ことフランシスコ・エヴァニウソン・ジ・リマ・バルボーザ（ポルトガル語: Francisco Evanilson de Lima Barbosa, 1999年10月6日 - ）は、ブラジル・セアラー州フォルタレーザ出身のサッカー選手。プレミアリーグ・AFCボーンマス所属。ブラジル代表。ポジションはFW。

## クラブ歴
フォルタレーザ生まれで、2013年に地元のエスタソンからフルミネンセFCの下部組織に加入した。2018年1月17日に行われたカンピオナート・カリオカでドゥドゥに代わって投入されて選手初出場を果たしたが、この試合でPKを献上した。
同月23日に提携先のFC ŠTK 1914シャモリーンに半年の期限付き移籍となった。4月14日の試合でロマン・サブレルに代わって投入されて移籍後初出場を記録した。同月28日に移籍後初得点を記録した。
フルミネンシに帰還後はU-20チームに割り当てられたが、U-20リーグで得点王に輝いたため、2019年9月にトップチームに昇格した。同年11月7日の試合でユースの後輩にあたるマルコス・パウロに代わって投入されてカンピオナート・ブラジレイロ・セリエA初出場を記録した。12月8日には初めてのスターティングメンバーとなり、この試合では得点も記録した。
同月13日、翌2020年2月からトンベンセFCに移籍する事で合意した。年明けの15日にフルミネンシは期限付き移籍の形で年末迄クラブに残る事を発表した。このシーズン、レギュラーとしてマルコス・パウロとのコンビで活躍した。
2020年9月7日、FCポルトが880万ユーロで5年契約を締結し完全移籍した。フルミネンシは移籍金の30%と将来の移籍金の6%を受け取る権利を得た。10月24日に移籍後初出場を記録すると、試合唯一の得点を生んで勝利に貢献した。しかし出場機会は少なく、翌月にはオタヴィオの勧めもあってBチームに行く事となった。Bチームでは5試合6得点の活躍を見せ、10月30日にはトップチームに復帰、12月23日のタッサ・デ・ポルトガルでも得点を決める等活躍したが、この試合では退場処分となった。1月16日には自身初のハットトリックを記録、同月30日にはバックヒールでゴールを決めてリーグ月間最優秀ゴール、同月の月間最優秀フォワード候補にもなる等、好調を見せた。3月6日のタッサ・デ・ポルトガルでは1得点1アシストで勝利に貢献し、マリオ・ジャルデウ以来のポルト所属選手によるタッサ・デ・ポルトガル6得点以上の記録となり、最終的には同カップ得点王となった。
2024年8月、ドミニク・ソランケの後釜として、プレミアリーグのAFCボーンマスに移籍した。背番号は9番。移籍金は3170万ポンドにボーナス850万ポンドを加えた総額4020万ポンドと報じられた。

## 代表歴
U-23代表として2020年11月に韓国代表とエジプト代表との親善試合に出場した。
コパ・アメリカ2024のブラジル代表に選ばれた。